# Kościół św. Teresy w Łodzi
Kościół Świętej Teresy od Dzieciątka Jezus i Świętego Jana Bosko – katolicka świątynia parafialna, znajdująca się przy ulicy Kopcińskiego 1/3 w Łodzi (przy rondzie Solidarności). Duszpasterstwo prowadzą salezjanie. 

## Historia

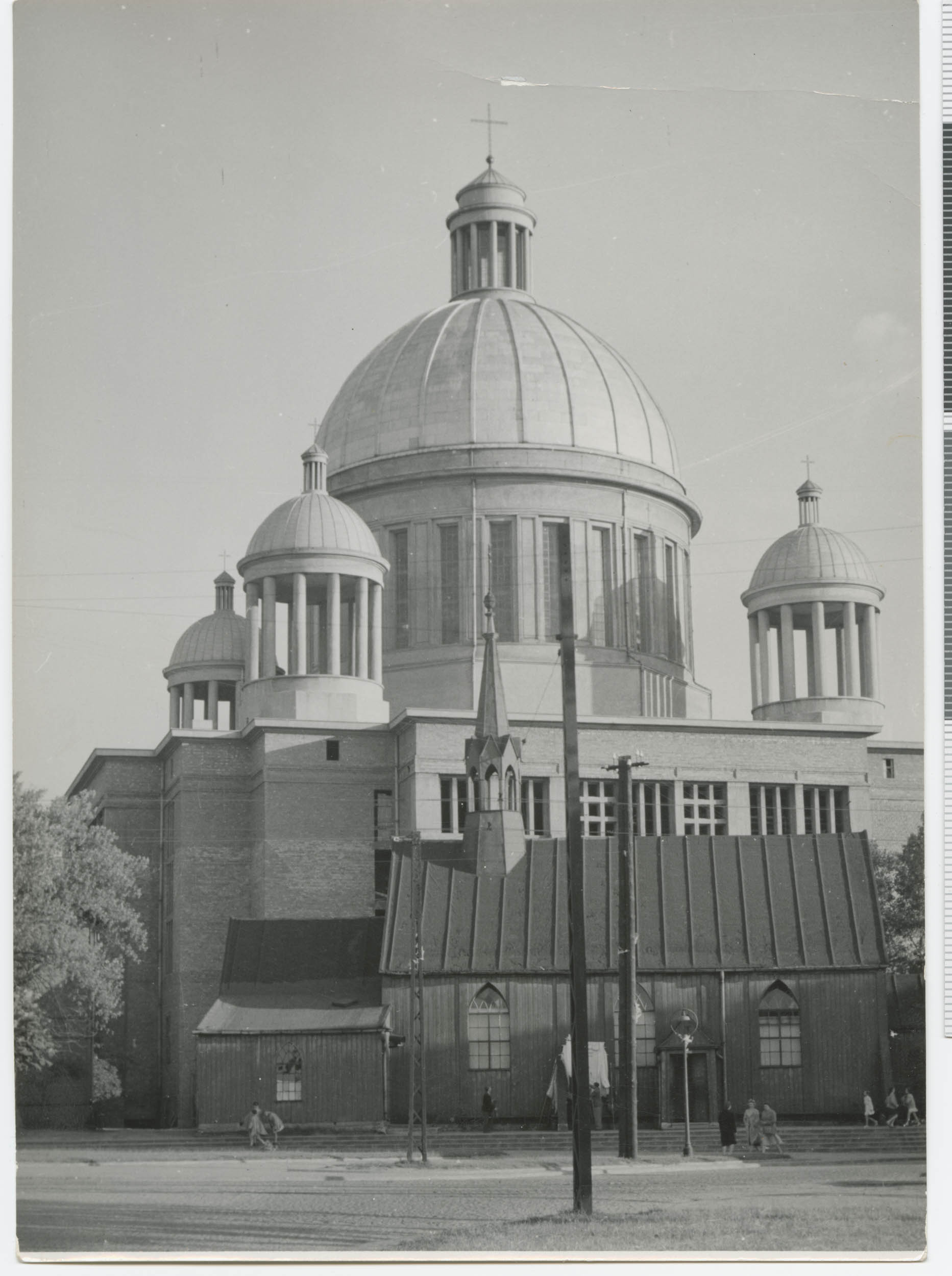
Drewniany kościół św. Teresy na tle murowanego. Fotografia Ignacego Płażewskiego z lat 60. XX wieku

Budowa kościoła rozpoczęła się w kwietniu 1950 roku tuż obok drewnianego kościoła z 1493 roku. Po ukończeniu budowy w roku 1963 drewniany kościół rozmontowano i przeniesiono do wsi Łękawa. Projekt architektoniczny nowej świątyni opracowali Józef i Witold Korscy.

## Architektura
Świątynia zbudowana jest na planie w kształcie krzyża greckiego. Podstawa kościoła ma wymiary 50 na 50 m, a wysokość świątyni (od ziemi do górnego końca krzyża na kopule) wynosi 64 m. Kopuła ma średnicę 23 m. Poza kopułą główną kościół posiada 4 kopuły boczne, umieszczone w rogach.

## Organy
Na chórze muzycznym znajdują się organy o mechanicznej trakturze gry i elektrycznej trakturze rejestrów. Posiadają 64 głosy rozłożone na 4 klawiatury ręczne i pedał. Instrument został zbudowany w 1992 roku przez firmę „Kamińscy” z Warszawy.

### Dyspozycja organów
Poszczególne głosy oznaczono kolorami: głosy językowe, mixtury. Długość największej piszczałki głosu w stopach: np. 8' ≈ 2,5 m
| Manuał I (pozytyw) | Manuał II (główny) | Manuał III | Manuał IV | Pedał |
| Pryncypał 8', Kwintadena 8', Flet kryty 8', Oktawa 4', Flet rurkowy 4', Oktawa spicz. 2', Kwinta 1 1/3', Flet 1', Sesquialtera 2 rzędy, Szarf 5 rzędów 1', Dulcjan 16', Róg krzywy 8' | Pryncypał 16', Pryncypał 8', Flet kryty 8', Flet rurkowy 8', Gamba 8', Oktawa 4', Róg kozi 4', Kwinta 2 2/3', Oktawa 2', Kornet 3-5 rzędów, Mixtura 4-6 rzędów 2', Cymbałki 4 rzędy 1', Trąba 16', Trąbka horyzontalna 8', Trąbka horyzontalna 4' | Kwintadena 16', Pryncypał 8', Flet podwójny 8', Salicet 8', Unda Maris 8', Pryncypał 4', Flet łączony 4', Nasat 2 2/3', Flet leśny 2', Tercja 1 3/5', Mixtura 4-6 rzędów 2 2/3', Cymbałki 3 rzędy ½', Bombard 16', Trąbka 8', Obój 8', Szałamaja 4' | Róg kozi 8', Flet kryty 8', Kwintadena 4', Pryncypał 2', Kwinta 1 1/3', Septima 1 1/7', Oktawa 1', Cymbałki 3 rzędy 1/6', Vox humana 8', Dzwony | Kontrabas 32', Pryncypał 16', Subbas 16', Oktawa 8', Flet rurkowy 8', Oktawa 4', Kwintadena 2', Alikwot 3 rzędy 5 1/3', Mixtura 6 rzędów 4', Puzon 32', Puzon 16', Trąbka 8', Trąbka 4' |

Tremolo dla manuału I, III i IV, szafa ekspresyjna (manuały III i IV), wskaźnik crescendo

Dodatkowe registry: połączenia manuałów, elektroniczna pamięć kombinacji typu Setzer